# Natalia Bobyleva
Natalia Bobyleva (russisch Наталия Александровна Бобылева; * 15. Juli 1951) ist eine russische Schauspielerin.

## Leben
Bobyleva erhielt ihre Schauspielausbildung an der Theater-Hochschule in Leningrad und an der Theater-Hochschule Moskau (GITIS), die sie mit Diplom abschloss.
Von 1979 bis 1990 war sie als Bühnenschauspielerin am Gorki-Theater in Moskau engagiert. Dort spielte sie ein breites Rollenrepertoire, das die Klassiker der Theaterliteratur ebenso umfasste wie das Theater der Jahrhundertwende und der Moderne. Sie trat u. a. in Stücken von Friedrich Schiller, Carlo Goldoni, Carlo Gozzi, Prosper Mérimée und russischer Autoren wie Anton Tschechow, Maxim Gorki, Michail Tscherwinski und Alexander Wampilow (1937–1972) auf. Zu ihren  Bühnenrollen gehörten u. a. die Kammerjungfer Sophie in Kabale und Liebe, die Titelrolle in Mirandolina, die verstoßene Gattin Semrude in Die glücklichen Bettler von Gozzi, Olga in Drei Schwestern und Mascha in Drei Menschen von Gorki.
Anschließend spielte sie von 1990 bis 1992 am Moskauer „Theater der plastischen Improvisation“. Von 1989 bis 1992 wirkte sie außerdem am Theater-Zentrum für Musik und Theater in Moskau als Schauspiellehrerin. Während ihrer Schauspiellaufbahn in der Sowjetunion spielte sie in den 1980er Jahren auch in Kindersendungen und Fernsehproduktionen des Sowjetischen Fernsehens mit.
Nach ihrer Ausreise nach Deutschland als Spätaussiedlerin Anfang der 1990er Jahre spielte sie beim Deutsch-Griechischen Theater in Köln (1994). Sie trat mit Solostücken russischer Autoren sowie gemeinsam mit einem deutsch-belarussischen Musikduo auf und erarbeitete eigene Rezitationsprogramme, u. a. mit Werken von Mascha Kaléko.
Seit 2003 wirkte Bobyleva auch in deutschsprachigen Kino-, Film- und Fernsehproduktionen mit, wo sie zumeist als Darstellerin für Figuren mit osteuropäischem Hintergrund eingesetzt wurde.
Ihr Kinodebüt hatte sie als Cafébesitzerin Nadja in dem Spielfilm Raus ins Leben (2003) von Vivian Naefe.
Sie wirkte in Episodenrollen in mehreren Fernsehserien mit, u. a. in R. I. S. – Die Sprache der Toten (2008; als russischstämmige Schneiderin Frau Wetzel), SOKO Leipzig (2008; als Mutter Dola Kogan), Dr. Psycho – Die Bösen, die Bullen, meine Frau und ich (2008; als Putzfrau), Danni Lowinski (2010; als Boutique-Verkäuferin) und Endlich Deutsch! (2014).
Im Oktober 2016 war sie in der ZDF-Serie Der Kriminalist in einer Episodenhauptrolle zu sehen; sie spielte Lydia Dovgal, die nie über den Tod ihres Sohnes hinweggekommen ist. Im Schweizer Tatort: Kriegssplitter (Erstausstrahlung: März 2017) spielte sie Ena Abaev, die Ex-Frau des tschetschenischen Kriegsverbrechers Ramzan Khaskhanov. In der mehrteiligen TV-Dokuserie Krieg der Träume (2018) war sie, im Original Russisch sprechend, die Mutter des Geheimdienstspitzels und späteren Stalin-Gegners Stepan Podlubny. Im November 2018 war sie in der ZDF-Serie Die Spezialisten – Im Namen der Opfer an der Seite von Albert Kitzl in einer Episodenhauptrolle zu sehen; sie war die russlanddeutsche Rentnerin Luise Kremer, eine ehemalige Krankenschwester, deren Mann im Alkoholexzess seinen eigenen Sohn getötet hat. In der 9. Staffel der ZDF-Serie Letzte Spur Berlin übernahm sie eine der Episodenhauptrollen als Mutter einer aus einer homophoben russlanddeutschen Familie stammenden verschwundenen Ärztin. In der ab Mai 2021 erstmals auf Das Erste ausgestrahlten Krimireihe Der Masuren-Krimi spielt Bobyleva die an der Alzheimer-Krankheit erkrankte, pflegebedürftige Marta Jankowska, die Tante der Berliner Kriminaltechnikerin und Hauptfigur Dr. Viktoria Wex.
Ihre Tochter Nadja Bobyleva ist ebenfalls Schauspielerin. Bobyleva lebt in Köln.

## Filmografie (Auswahl)
- 2003: Raus ins Leben (Kinofilm)
- 2006: Mutterglück (Fernsehfilm)
- 2008: R. I. S. – Die Sprache der Toten (Fernsehserie; Folge: Zimmerservice)
- 2008: SOKO Leipzig (Fernsehserie; Folge: Das Pessach-Fest)
- 2008: Dr. Psycho – Die Bösen, die Bullen, meine Frau und ich (Fernsehserie; Folge: Blumen, Gedichte und Arschlöcher)
- 2009: Schwerkraft (Kinofilm)
- 2010: Danni Lowinski (Fernsehserie; Folge: Hundeleben)
- 2011: Leben lassen (Kurzfilm)
- 2013: Frauen, die Geschichte machten (Fernsehserie; Folge: Katharina die Große)
- 2014: Westfalia (Kinofilm)
- 2014: Endlich Deutsch! (Fernsehserie)
- 2015: Chuzpe – Klops braucht der Mensch! (Fernsehfilm)
- 2016: Tatort: HAL (Fernsehreihe)
- 2016: Der Kriminalist (Fernsehserie; Folge: Die zwei Tode des Igor Dovgal)
- 2017: Tatort: Kriegssplitter (Fernsehreihe)
- 2017: Leanders letzte Reise (Kinofilm)
- 2017: Heldt (Fernsehserie; Folge: Die Dinos sind los)
- 2017: Der Polizist, der Mord und das Kind (Fernsehfilm)
- 2018: Polizeiruf 110: Demokratie stirbt in Finsternis (Fernsehreihe)
- 2018: Krieg der Träume (TV-Doku-Serie)
- 2018: Die Spezialisten – Im Namen der Opfer (Fernsehserie; Folge: Shenjas Rückkehr)
- 2019: Wir wären andere Menschen
- 2019: Endlich Leben (Fernsehfilm)
- 2020: Großstadtrevier (Fernsehserie; Folge: Nina undercover)
- 2020: Letzte Spur Berlin (Fernsehserie; Folge: Herzdame)
- 2020: Ziemlich russische Freunde (Fernsehfilm)
- 2020: Weihnachtstöchter (Fernsehfilm)
- 2020: Polizeiruf 110: Monstermutter (Fernsehreihe)
- 2021: Tatort: Heile Welt (Fernsehreihe)
- seit 2021: Der Masuren-Krimi (Fernsehreihe)
  - 2021: Fryderyks Erbe
  - 2021: Fangschuss
  - 2023: Marzanna, Göttin des Todes
  - 2023: Freund oder Feind
  - 2024: Blutgeld
  - 2024: Die verlorene Tochter
  - 2025: Mord in Galindien
- 2021: Mission Ulja Funk (Kinofilm)[9]
- 2022: Die Pfefferkörner (Fernsehserie; Folge: Stolpersteine)
- 2024: Perfekt verpasst (Comedyserie; Folge: Käsetyp 4)
- 2024: Kleo (Netflix-Serie; Folge: Harald)